# Пятилетки Китая
Пятилетнее планирование (кит. 五年计划, с 2006 года — 五年规划) начало применяться в Китайской Народной Республике с 1953 года. Планирование осуществляется в сфере экономического и общественного развития. В планах определяются главные проекты для всей страны; цели, направления и перспективы в развитии национальной экономике, распределяются производительные силы и прочее.

## История
Первый пятилетний план осуществлялся с 1953 по 1957 года. С 1953 года и по настоящее время начали осуществляться последующие пятилетние планы. С 1958 по 1960 проводилась политика Большого скачка. Начало 3-го пятилетнего плана было назначено на 1963, но из-за трёхлетней отсрочки реализация началась в 1966 году. Пятилетними планами с шестого по девятый (1981—1996 гг.) была в своей основе создана система социалистической рыночной экономики Китая.

## Хронология пятилеток
| №    | Годы      | Особенности |
| ---- | --------- | --- |
| I    | 1953—1957 | Основной задачей являлась концентрация сил для создания базы социалистической индустриализации (при содействии СССР) |
| II   | 1958—1962 | |
| III  | 1966—1970 | |
| IV   | 1971—1975 | Проходила под лозунгами классовой борьбы, стремительного подъёма экономики, подготовки на случай войны               |
| V    | 1976—1980 | |
| VI   | 1981—1985 | |
| VII  | 1986—1990 | |
| VIII | 1991—1995 | |
| IX   | 1996—2000 | |
| X    | 2001—2005 | |
| XI   | 2006—2010 | |
| XII  | 2011—2015 | |
| XIII | 2016—2020 | |
| XIV  | 2021—2025 | Цифровой Китай, Возрождение сельских районов, Цифровая деревня                                                       |

## Основные результаты
I пятилетка (1953—1957)
Результаты пятилетки: Были выполнены главные планы в сфере индивидуального сельского хозяйства, ремесленного производства, частной промышленности и торговле и социалистическом преобразовании. К 1957 была успешна завершена основная работа по проведению социалистической индустриализации, все плановые задачи были решены с помощью народных сил и при содействии СССР. О вкладе СССР в промышленное строительство Китая даёт представление тот факт, что из организованного в этой пятилетке строительства 694 больших и средних объектов промышленности 156 сооружались с советской помощью.
Основные проблемы:

1. Сельское хозяйство не поспевает за развитием промышленности, что сужало внимание к развитию сельского хозяйства;

2. Проявлялась всеобщая поспешность;

3. Из-за спешки в осуществлении социального образования возникли долгосрочные осложнения.
II пятилетка (1958—1962)
Основные целевые показатели: Удвоение промышленного производства, рост валового сельскохозяйственного продукта на 35 %. За 5 лет увеличить производство стали с 10 до 12 млн тонн. Увеличить долю в бюджете от капитальных вложений с 35 % первой пятилетки до 40 %.
Основные проблемы: Запланированные и реальные показатели часто различались из-за чего в планы постоянно вносились изменения. В 1958 политика большого скачка и против пятого уклона вносили существенный дисбаланс в национальную экономику.
III пятилетка (1966—1970)
Результаты пятилетки: Удалось достигнуть плановых значений по основным показателям, в частности, валовой промышленный и сельскохозяйственный продукт превысил 14,1-16,2 %. Валовой сельскохозяйственный продукт превысил 2,2 %, валовой промышленный продукт превысил 21,1 %. Увеличился прирост основного продукта: добыто 68 млн тон каменного угля, генерирующие мощности достигли 8,6 млн киловатт.
Основные проблемы: Несмотря, что подавляющее большинство экономических показателей выполнено, однако слепая погоня за высокими темпами роста накапливает проблемы, которые впоследствии могут создать большие препятствия для развития экономики.
IV пятилетка (1971—1975)
Результаты пятилетки: План по валовому продукту промышленности и сельского хозяйства составил 101,7 %, включая сельское хозяйство 104,5 % и промышленность 100,6 %. Результаты по производству основной продукции составили: продовольствие 103,5 %, хлопок 96,5 %, сталь 79,7 %, уголь 109,5 %, нефть 110,1 %. Капитальные вложения в бюджет выполнены на 101,6 %, финансовые поступления на 98 %.
Основные проблемы: В июле 1973 года государственная комиссия по планированию внесла изменения в пятилетний план. Множество основных показателей были уменьшены, в частности уменьшен план по выпуска стали до 32-35 млн тон, а позже ещё скорректирован до 30 млн тон.
V пятилетка (1976—1980)
Результаты пятилетки: С 1977 по 1978 были продемонстрированы хорошие темпы роста в области совокупного общественного продукта, промышленного производства, национальные доходы и в особенности сельское хозяйство. В 1977 году, валовой продукт промышленности и сельского хозяйства достиг полтриллиона юаней и превысил план на 4,4 %, увеличившись на 10,4 % по сравнению с прошлым годом. В 1978 году совокупный общественный продукт составил 684 миллиардов юаней.
Основные проблемы: Время выявило опасную тенденцию, когда экономическое развитие требует скорого развития и целевые показатели завышены, что вызывает просчёты в экономическом строительстве.
VI пятилетка (1981—1985)
Результаты пятилетки: Было привлечено мировое внимание к развитию Китая, с 1980 ежегодный рост составлял 10 %.
Основные проблемы: В развитии экономики Китая сохраняются некоторые проблемы и трудности. После VI пятилетки выявились чрезмерные инвестиции в основные фонды и как следствие чрезмерное потребление и эмиссия валюты.
VII пятилетка (1986—1990)
Результаты пятилетки: За 5 лет валовой объём производства промышленности и сельского хозяйства вырос на 38 %, в среднем по годам по 6,7 %, включая средний рост сельского хозяйства в 4 %, промышленность росла ежегодно в среднем на 7,5 %. ВВП страны за 5 лет вырос на 44 %, средний рост за год составил 7,5 %, внешнеторговый оборот за 5 лет вырос на 35 %. Росли объёмы иностранных инвестиций и внедрения передовых технологий. Ежегодно в среднем по 5 % рос уровень реального потребления в городах и сёлах. Продолжалась поддержка государством основных сфер: финансов, заимствований, материальные ресурсы, иностранные расчёты.
VIII пятилетка (1991—1995)
Результаты пятилетки: Рост экономики Китая в среднем составил около 11 %, по сравнению с VII пятилеткой средний рост экономики увеличился на 4 процентных пункта. Колебание экономики не превысило 5 процентных пунктов. Статистика показывает, что при выполнении VIII пятилетки рост Китая был самый быстрым, чем за предшествующие пятилетки, а колебания самыми низкими. Сформировались основные структуре для осуществления политики внешней открытости, реформа экономической системы получила стремительное развитие. Внешнеторговый оборот достиг 1 трлн долларов и удвоился по сравнению с VII пятилеткой.
IX пятилетка (1996—2000)
Цель пятилетки: Полностью завершить второй этап стратегического плана в сфере модернизации. В ситуации когда население Китая с 1980 года по сравнению с 2000 годом увеличилось примерно на 300 млн человек, требуется четырёхкратное увеличения валового национального продукта на душу населения, ликвидация бедности и достижение жизни среднего достатка у населения.
X пятилетка (2001—2005)
Цель пятилетки: добиться годового роста экономики около 7 %. ВВП в ценах 2000 г. в 2005 г. достичь около 12,5 триллионов юаней и ВВП на душу населения 9400 юаней. За пять лет население городов за счёт перемещения сельской рабочей силы увеличилось на 40 миллионов человек. Удерживать уровень безработицы в городах в районе 5 %. Стабилизировать общий уровень базовых цен. Уравновесить международный баланс. Оптимизировать производственную структуру, повысить конкурентоспособность страны.
XI пятилетка (2006—2010)

XI пятилетка завершилась успешно. ВВП вырос по годам с 2006 г.: 11,6 %, 13 %, 9,6 %, 9,1 %, 10,4 %. Потребление энергии на единицу ВВП снизилось на 15,6 %. Реально располагаемый подушевой годовой доход в городах по годам с 2006 г. в юанях: 11759, 13786, 15781, 17175, 19109. Чистый среднедушевой годовой доход сельских жителей составил по годам с 2006 г. в юанях: 3587, 4140, 4761, 5153, 5919. Доходы сельских жителей росли быстрее доходов городских жителей.
XII пятилетка (2011—2015)

12-й пятилетка сосредоточила внимание на шести новых изменений по улучшению жизни:
1. От ослабления внимания к росту ВВП к обеспечению и улучшению качества народной жизни.
2. От энергосбережения и сокращения выбросов до низкоуглеродного экологического развития.
3. От самостоятельной инновации до развивающейся индустрии стратегического характера.
4. От урбанизации страны до урбанизации сельских рабочих.
5. От единого развития городов и сел до межрегионального координационного развития.
6. От внешнего на внутренний спрос.

XIII пятилетка (2016—2020)

В рамках 13-й пятилетки была поставлена цель «всестороннего построения среднезажиточного общества» — смены модели развития китайской экономики с ориентированной на экспорт и заграничные инвестиции на экономику, опирающуюся на внутренний спрос. Кроме того, 13-я пятилетка стала первой за последнее время пятилеткой, когда экономика Китая не наращивала темпы роста, а снижала их. Это было спланировано для улучшения качества развития экономики за счет уменьшения количественных показателей по стратегии «новой нормальности» (кит. упр. 新常态), реализуемой с 2014 года. К 2019 году доля ВВП Китая от мирового ВВП достигла 16,3 %, ВВП на душу населения Китая достиг 70 892 юаней. Уровень бедности с конца 2015 по конец 2019 года уменьшился с 5,7 % до 0,6 %, в этой пятилетке 50 млн жителей трущоб были переселены в новые дома; в 2020 году бедность в Китае была полностью искоренена. Организована 21 пилотная зона свободной торговли, осуществлено свыше 50 больших проектов в сфере научно-технической инфраструктуры, Китай подписал 200 соглашений со 138 странами и 30 международными организациями о сотрудничестве по инициативе «Пояс и путь». Количество людей, включённых в систему медицинского страхования достигло 1,3 млрд, а страхования по старости — 1 млрд, средняя ожидаемая продолжительность жизни достигла 77,3 года. Численность среднего класса достигла 400 млн.

### XIV пятилетка (2021—2025)
После победы в борьбе с бедностью, в начале 2021 года Китай перешёл к стратегии возрождения сельских местностей, при этом был установлен пятилетний период закрепления результатов борьбы для вышедших из нищеты районов. В экономике реализуется новая стратегия «двойной циркуляции» Dual circulation — внутренней и внешней.

Си Цзиньпин: «… полностью раскрыть преимущества большого рыночного масштаба и потенциал внутреннего спроса, установить новую модель развития, включающую внутренние и международные циркуляции, которые дополняют друг друга».